# 肥耳棕蝠
肥耳棕蝠（学名：[Eptesicus pachyotis] 错误：{{Lang}}：文本有斜体标记（帮助））为蝙蝠科棕蝠属的动物。在中国大陆，分布于西藏等地。该物种的模式产地在阿萨姆。